# Centner
Centner (av latin: centenarius, som innefattar hundra), förkortat ctr, är en i flera länder tidigare allmän handelsvikt.
- Den motsvarade oftast 100 skålpund. Detta var fallet i Skandinavien, Finland, Polen, Österrike-Ungern och Bayern.
- I övriga delarna av dåvarande Tyskland motsvarade en centner 110-116 skålpund.

Då skålpundet hade olika storlek i olika länder var även centnern olika. 
- I Sverige var den = 42,5 kg.
- Den tyska "tullcentnern" (av år 1840), schweiziska och danska centnern, motsvarade 50 kg = 117,6 svenska skålpund.
- I Storbritannien och USA kallades centnern hundredweight, förkortat cwt. I USA är en hundredweight 100 pounds motsvarande 45,3 kg = 106,6 svenska skålpund. I Storbritannien däremot ville man ha måttet jämnt delbart med en stone varför det går 8 stone, 112 pounds, på en hundredweight motsvarande 50,8 kg = 119,5 svenska skålpund. Användningen av den amerikanska definitionen förbjöds i Storbritannien i mitten av 1800-talet men återkom senare under benämningen cental.
- I Nederländerna kallades den centenaar, i Italien centinaio, i Spanien, Portugal och Frankrike quintal.

I några länder infördes vikten metrisk centner (franska quintal métrique) eller dubbelcentner = 100 kg.